# Warburgiella subpycnophylla
Warburgiella subpycnophylla är en bladmossart som beskrevs av Fleischer 1923. Warburgiella subpycnophylla ingår i släktet Warburgiella och familjen Sematophyllaceae. Inga underarter finns listade i Catalogue of Life.